# Сіфіве Тшабалала
Ло́уренс Сіфі́ве Тшабала́ла (афр. Lawrence Siphiwe Tshabalala, *25 вересня 1984, Совето, ПАР) — південноафриканський футболіст, півзахисник «Кайзер Чифс» та  національної збірної ПАР. Верткий фланговий гравець, що володіє досить непоганим умінням віддати точну передачу. Автор першого голу на Чемпіонаті світу в ПАР 2010 року.

## Біографія

### Клубна кар'єра
Перший професійний контракт підписав з скромним клубом «Александра Юнайтед».  У 2007 році півзахисник перейшов в «Кайзер Чифс» з першого дивізіону місцевого чемпіонату.

### Збірна
До збірної почав викликатися ще в 2006 році, був у складі команди, що виступала на Кубку Африці в Єгипті та Гані. Відіграв у всіх чотирьох матчах Кубка Конфедерацій у 2009 році. Перший гол за збірну на свій рахунок записав у березні 2008 року в товариському поєдинку з Парагваєм. 